# Bony
Pour les articles homonymes, voir Bony (homonymie).
Bony est une commune française située dans le département de l'Aisne en région Hauts-de-France.

## Géographie

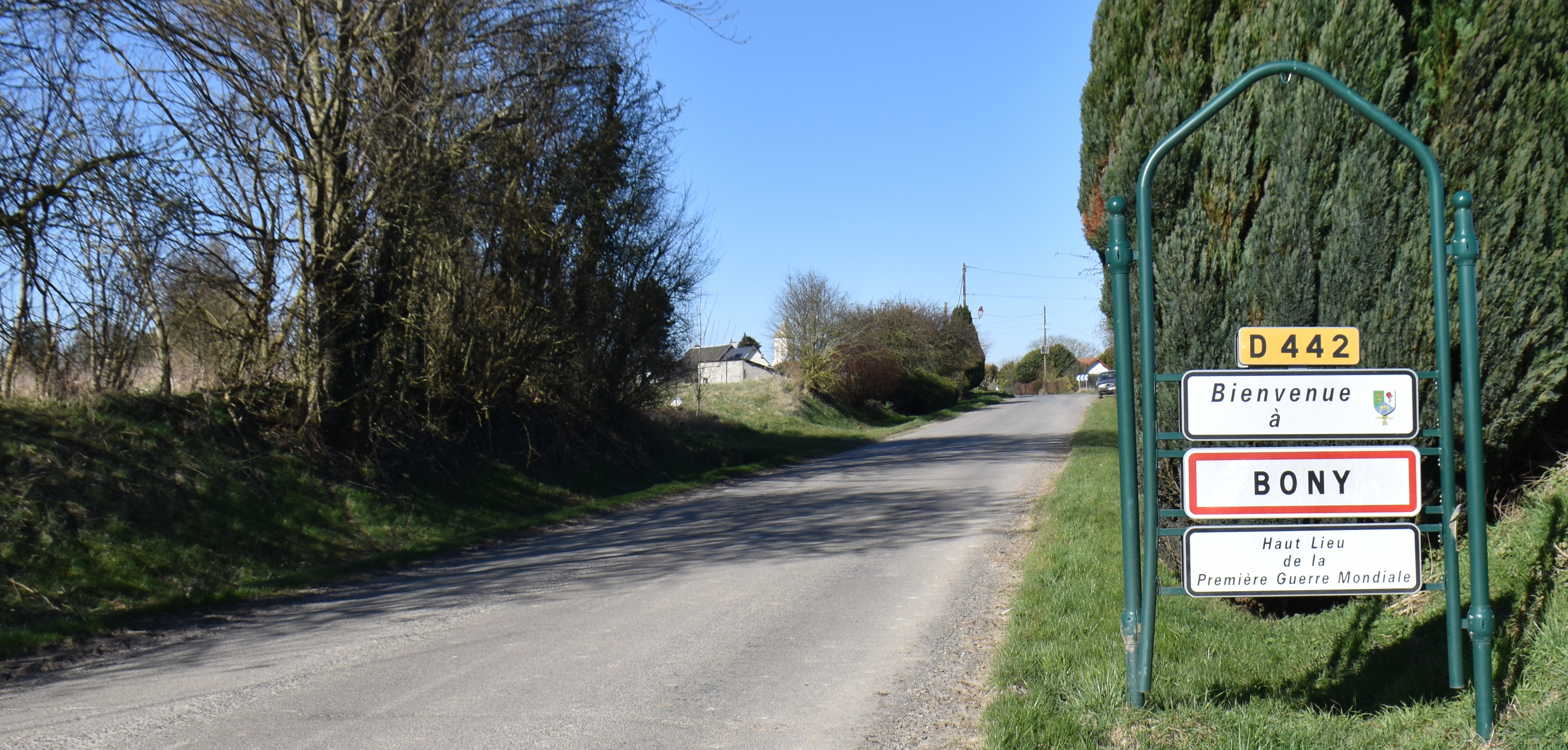
Une entrée du village.

### Situation
Bony est un village rural du Vermandoisdans l'Aisne, situé à 16 km à vol d'oiseau au nord de Saint-Quentin, 21 km à l'est de Péronne et 21 km au sud de Cambrai
Bony, desservi par l'ancienne route nationale 44 (actuelle RD 1044), est aisément accessible depuis la sortie no 9 de l'autoroute A26.
Un sentier de promenades & randonnées (PR) passe sur les berges du Canal de Saint-Quentin.

### Communes limitrophes
Les communes limitrophes sont  Bellicourt, Gouy, Hargicourt, Le Catelet, Lempire, Ronssoy et Vendhuile.
| Lempire            | Vendhuile  | Le Catelet |
| Le Ronssoy (Somme) | Bony       | Gouy       |
|                    | Bellicourt |            |

### Hydrographie

#### Réseau hydrographique
La commune est située dans le bassin Artois-Picardie. Elle est drainée par le canal de St-Quentin bief de partage de l'écluse 18 Lesdins à l'écluse 17 Bosquet et la rivière Escaut.
Le canal de Saint-Quentin, long de 92,5 km, assure la jonction entre l'Oise, la Somme et l'Escaut et met en relation le Bassin parisien, le Nord de la France et la Belgique. La commune est traversée par le bief de partage.

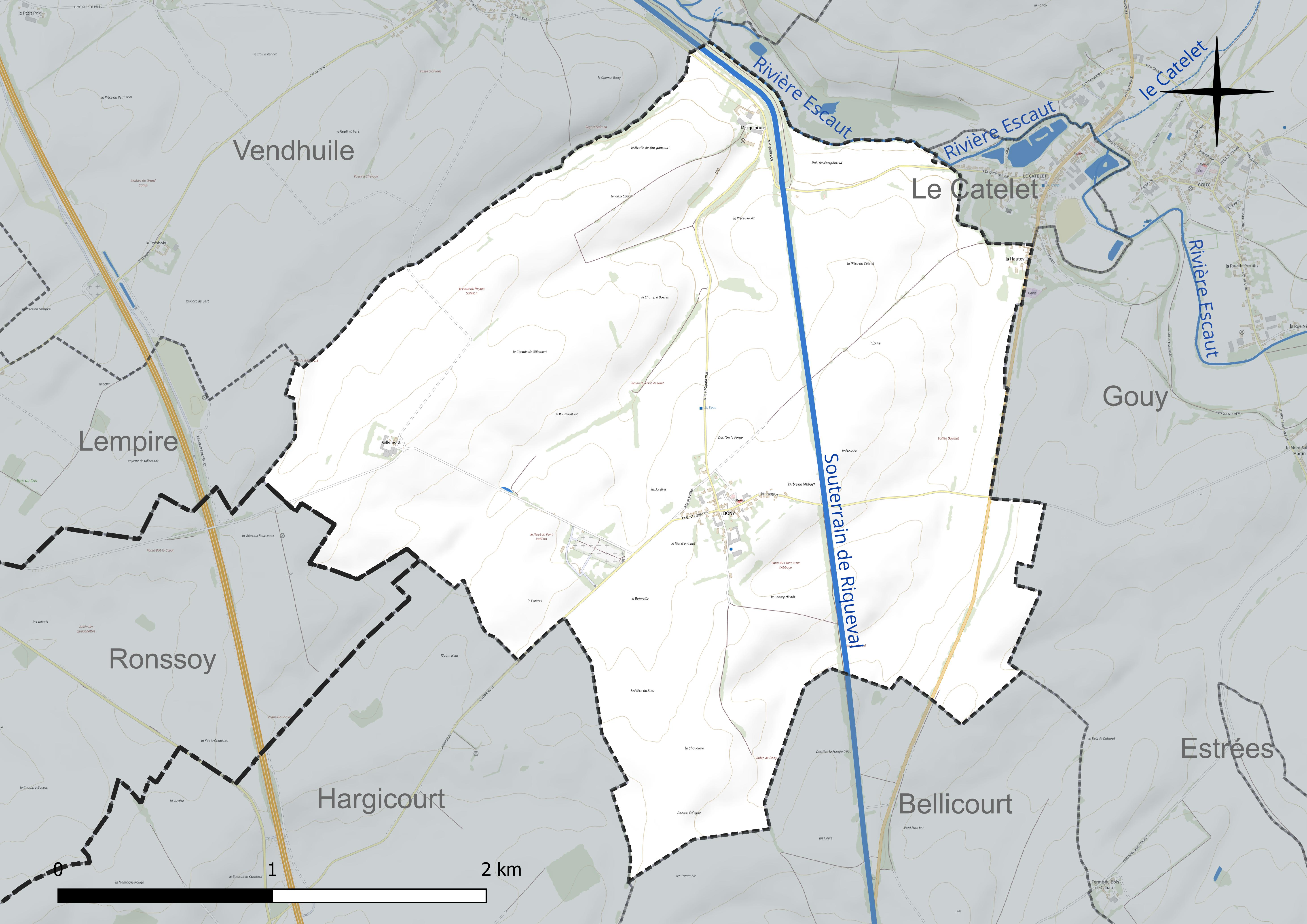
Réseau hydrographique de Bony.

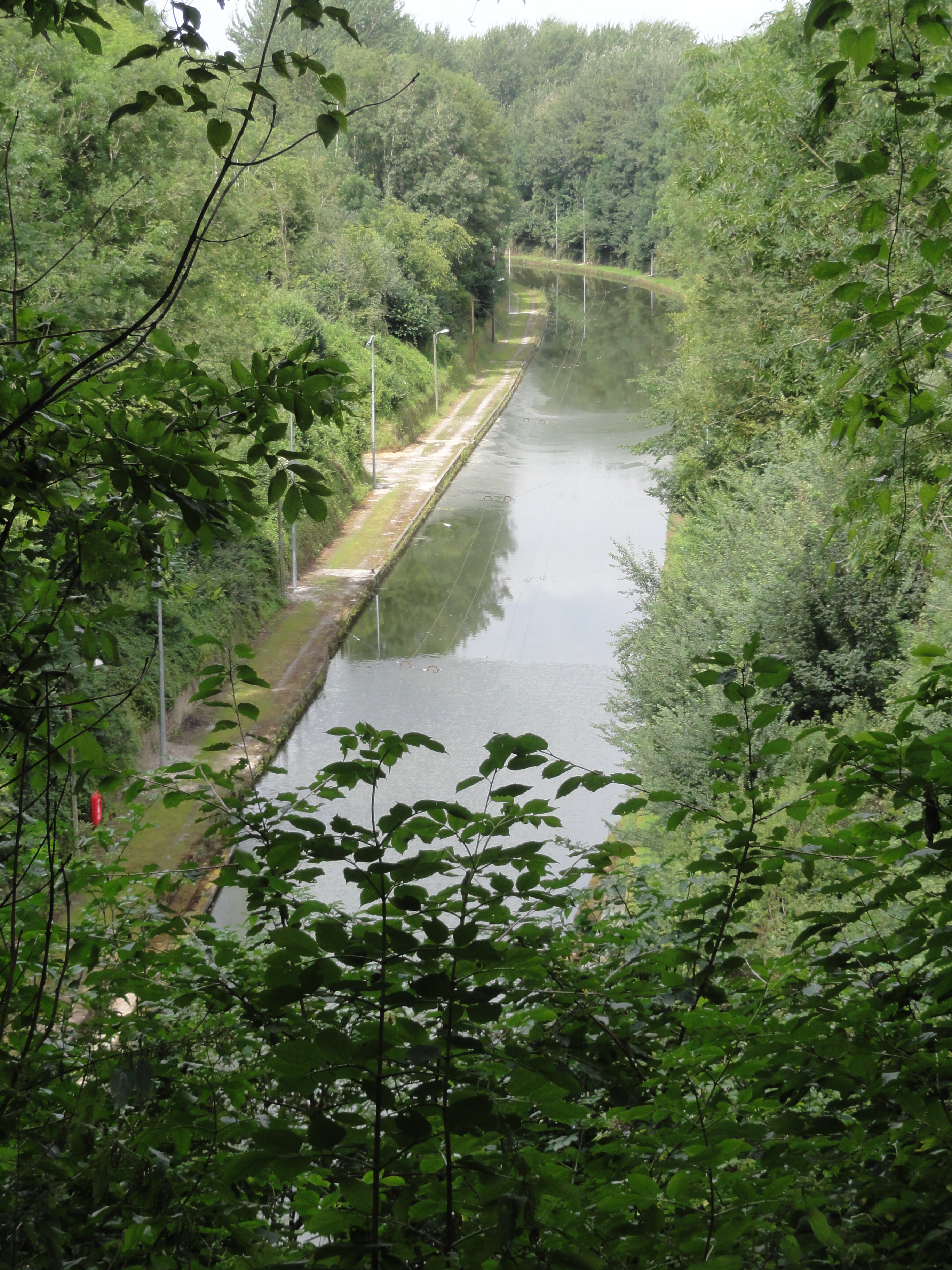
Canal de Saint-Quentin.
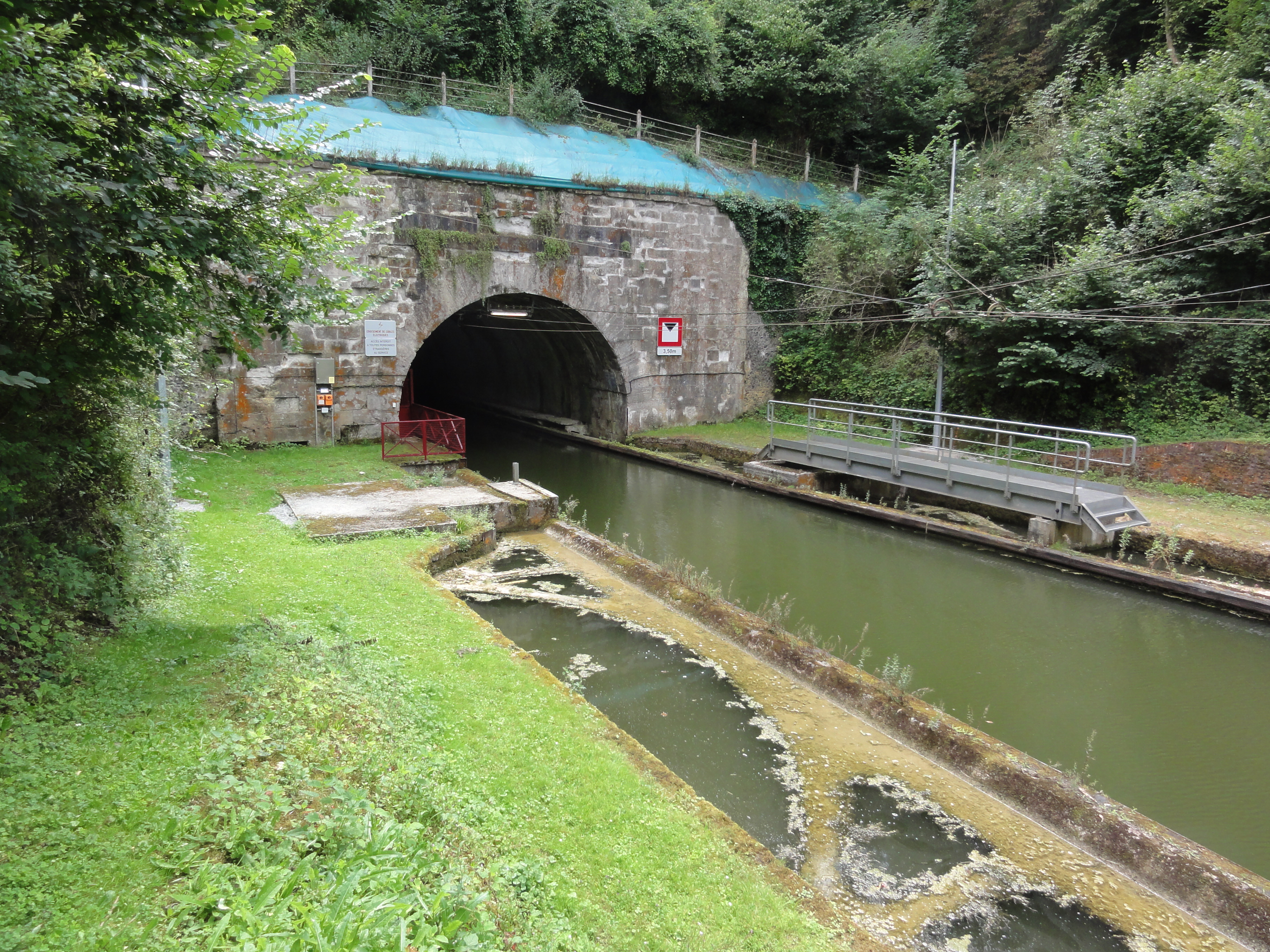
Sortie du tunnel de Riqueval.
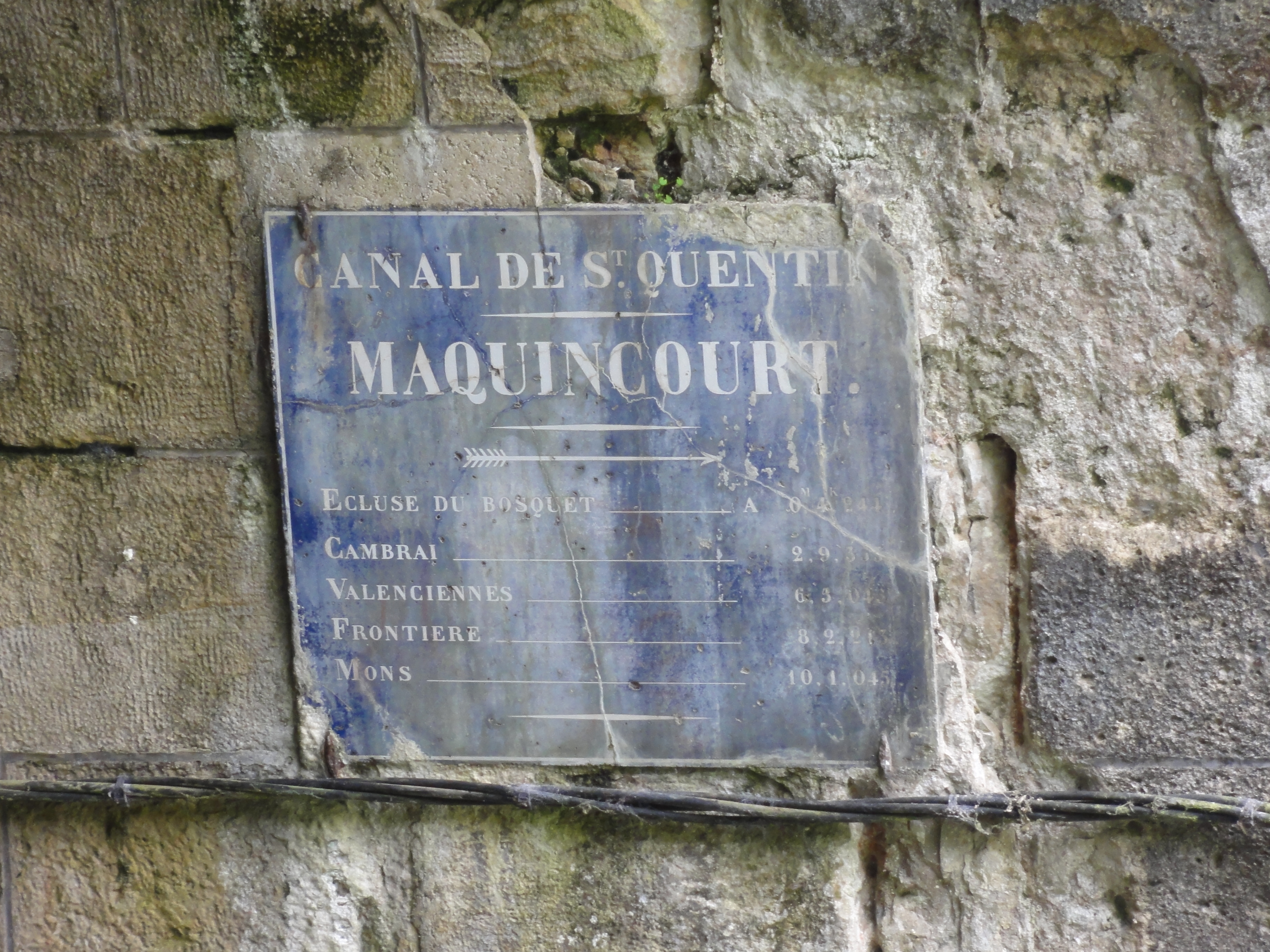
Plaque à la sortie du tunnel de Riqueval.

#### Gestion et qualité des eaux
Le territoire communal est couvert par le schéma d'aménagement et de gestion des eaux (SAGE) « Escaut ». Ce document de planification concerne un territoire de 2 005 km2 de superficie, délimité par le bassin versant de l'Escaut. Le périmètre a été arrêté le 9 juin 2006 et le SAGE proprement dit a été approuvé le 13 juillet 2021. La structure porteuse de l'élaboration et de la mise en œuvre est le syndicat mixte Escaut et Affluents (SyMEA).
La qualité des cours d'eau peut être consultée sur un site dédié géré par les agences de l'eau et l'Agence française pour la biodiversité.

### Climat
Pour des articles plus généraux, voir Climat des Hauts-de-France et Climat de l'Aisne.
En 2010, le climat de la commune est de type climat océanique dégradé des plaines du Centre et du Nord, selon une étude du CNRS s'appuyant sur une série de données couvrant la période 1971-2000. En 2020, Météo-France publie une typologie des climats de la France métropolitaine dans laquelle la commune est exposée à un climat océanique et est dans la région climatique Nord-est du bassin Parisien, caractérisée par un ensoleillement médiocre, une pluviométrie moyenne régulièrement répartie au cours de l'année et un hiver froid (3 °C).
Pour la période 1971-2000, la température annuelle moyenne est de 9,9 °C, avec une amplitude thermique annuelle de 14,5 °C. Le cumul annuel moyen de précipitations est de 720 mm, avec 11,3 jours de précipitations en janvier et 8,9 jours en juillet. Pour la période 1991-2020 la température moyenne annuelle observée sur la station météorologique la plus proche, située sur la commune d'Épehy à 7 km à vol d'oiseau, est de 10,6 °C et le cumul annuel moyen de précipitations est de 752,8 mm,. Pour l'avenir, les paramètres climatiques de la commune estimés pour 2050 selon différents scénarios d'émission de gaz à effet de serre sont consultables sur un site dédié publié par Météo-France en novembre 2022.

## Urbanisme

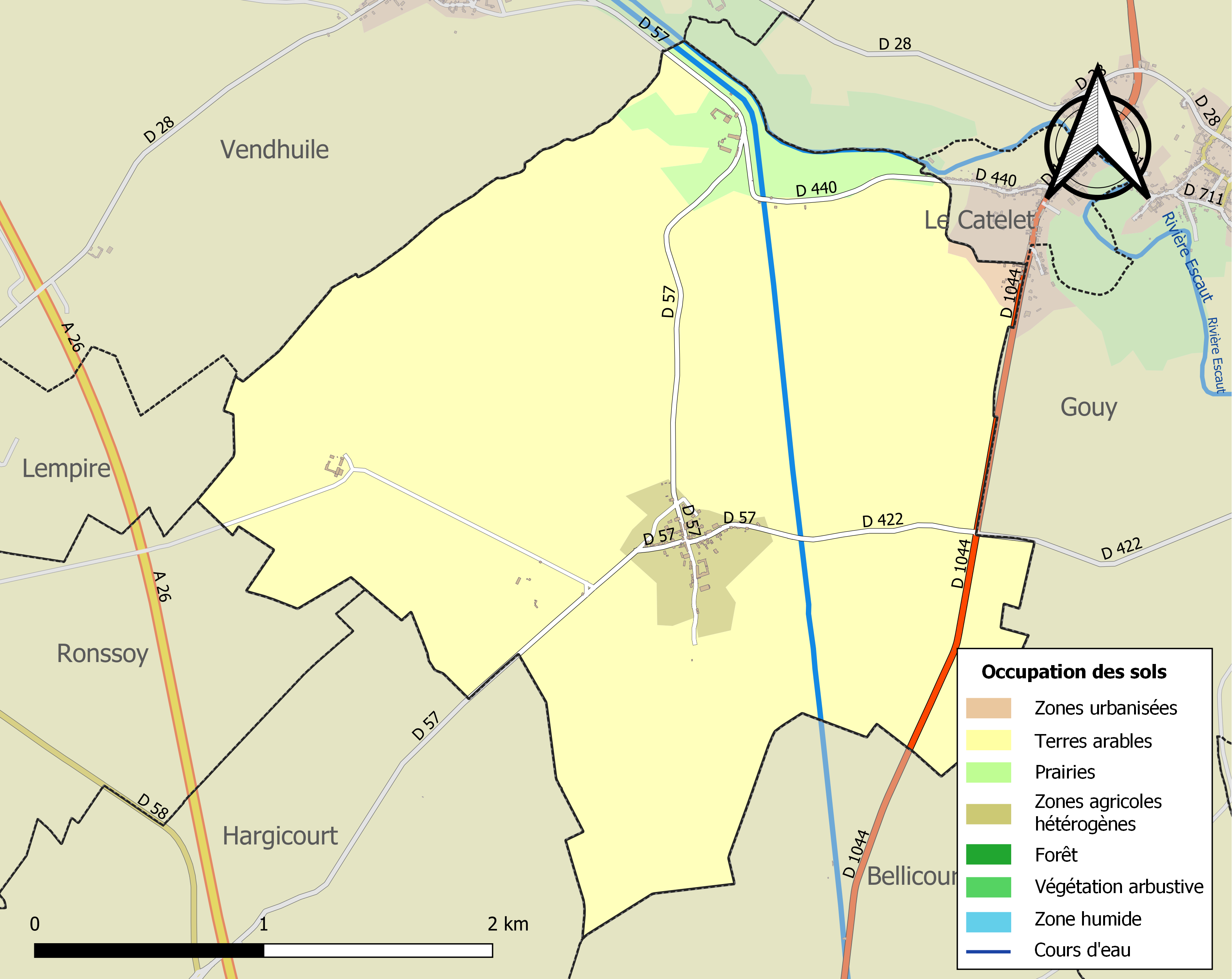
Carte des infrastructures et de l'occupation des sols de la commune en 2018 (CLC).

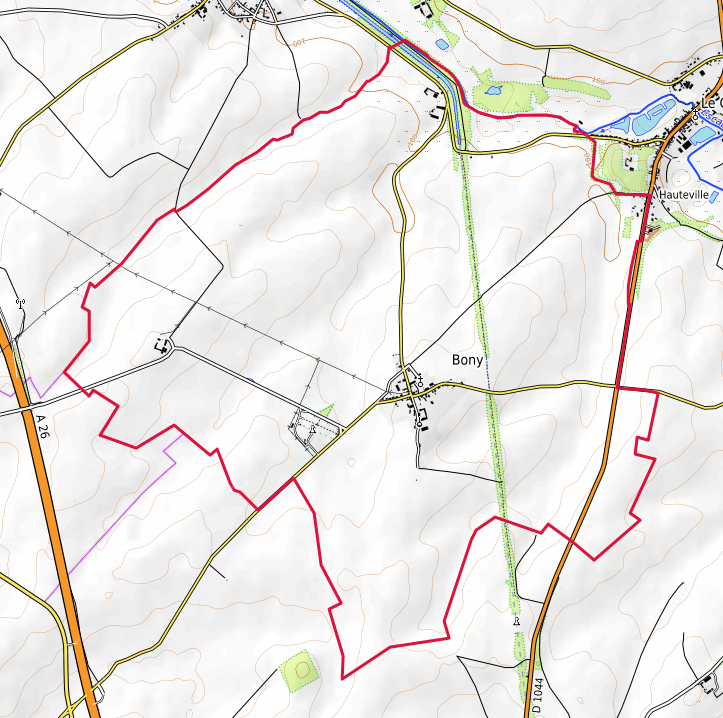
Carte hydrographique et des infrastructures de transport de la commune en 2021.

### Typologie
Au 1er janvier 2024, Bony est catégorisée commune rurale à habitat dispersé, selon la nouvelle grille communale de densité à 7 niveaux définie par l'Insee en 2022.
Elle est située hors unité urbaine. Par ailleurs la commune fait partie de l'aire d'attraction de Saint-Quentin, dont elle est une commune de la couronne,. Cette aire, qui regroupe 120 communes, est catégorisée dans les aires de 50 000 à moins de 200 000 habitants,.

### Occupation des sols
L'occupation des sols de la commune, telle qu'elle ressort de la base de données européenne d'occupation biophysique des sols Corine Land Cover (CLC), est marquée par l'importance des territoires agricoles (99,6 % en 2018), une proportion identique à celle de 1990 (99,6 %). La répartition détaillée en 2018 est la suivante :
terres arables (92 %), prairies (4,4 %), zones agricoles hétérogènes (3,2 %), zones urbanisées (0,4 %).
L'évolution de l'occupation des sols de la commune et de ses infrastructures peut être observée sur les différentes représentations cartographiques du territoire : la carte de Cassini (XVIIIe siècle), la carte d'état-major (1820-1866) et les cartes ou photos aériennes de l'IGN pour la période actuelle (1950 à aujourd'hui).

### Lieux-dits, hameaux et écarts
Le hameau de Macquincourt se trouve près de la sortie nord du Souterrain de Riqueval.

### Habitat et logement
En 2020, le nombre total de logements dans la commune était de 62, alors qu'il était de 58 en 2015 et de 52 en 2010.
Parmi ces logements, 83,9 % étaient des résidences principales, 4,8 % des résidences secondaires et 11,3 % des logements vacants. Ces logements étaient pour 98,4 % d'entre eux des maisons individuelles et pour 0 % des appartements.
Le tableau ci-dessous présente la typologie des logements à Bony en 2020 en comparaison avec celle de l'Aisne et de la France entière. Une caractéristique marquante du parc de logements est ainsi une proportion de résidences secondaires et logements occasionnels (4,8 %) supérieure à celle du département (3,4 %) mais inférieure à celle de la France entière (9,7 %). Concernant le statut d'occupation de ces logements, 63,5 % des habitants de la commune sont propriétaires de leur logement (58,8 % en 2015), contre 61,6 % pour l'Aisne et 57,5 pour la France entière.
| Typologie                                               | Bony | Aisne | France entière |
| ------------------------------------------------------- | ---- | ----- | -------------- |
| Résidences principales (en %)                           | 83,9 | 86,6  | 82,1           |
| Résidences secondaires et logements occasionnels (en %) | 4,8  | 3,4   | 9,7            |
| Logements vacants (en %)                                | 11,3 | 10,1  | 8,2            |

## Toponymie
Le nom de la localité est attesté sous les formes Locus Booni (1119) ; in Boenensium (1136) ; Boeni (1138) ; Bonni (1347) ; Boony (1780).

## Histoire

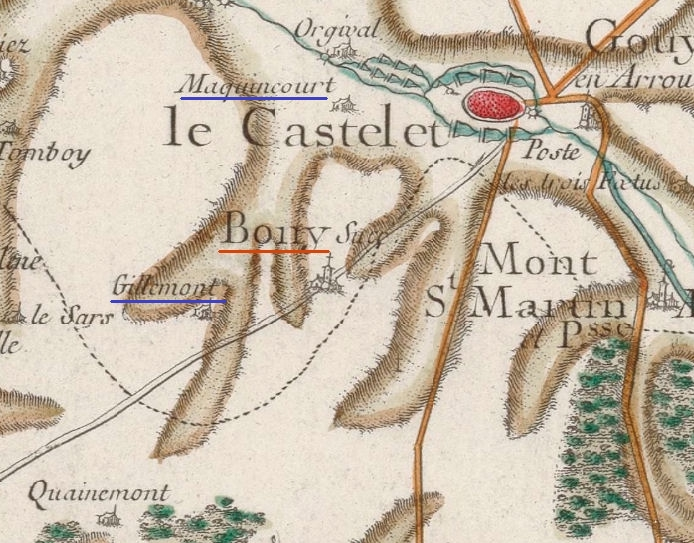
Bony sur la Carte de Cassini (XVIIIe siècle).

### Moyen Âge
Bony n'est au XIIe siècle qu'un hameau de la paroisse du Mont-Saint-martin et ne possédait qu'une chapelle.

### Temps modernes
La carte de Cassini montre que Bony était située sur le chemin reliant Le Castelet à Hargicourt. Au sud-est, la ferme de Gillemont est toujours présente. À l'ouest, la ferme de Macquincourt est aujourd'hui un hameau sortie du souterrain de Riqueval.

### Époque contemporaine
Première Guerre mondiale : les 27e et 30e divisions américaines prennent d'assaut la ligne Hindenburg, sur laquelle se trouve une partie du village le 29 septembre 1918. Leurs objectifs sont la ferme Guillemont et Quennemont et la colline sous laquelle se trouve le tunnel souterrain du canal de Saint-Quentin. Les pertes américaines sont de 337 tués et 658 blessés pour cette seule journée.

Bony au tout début du XXe siècle
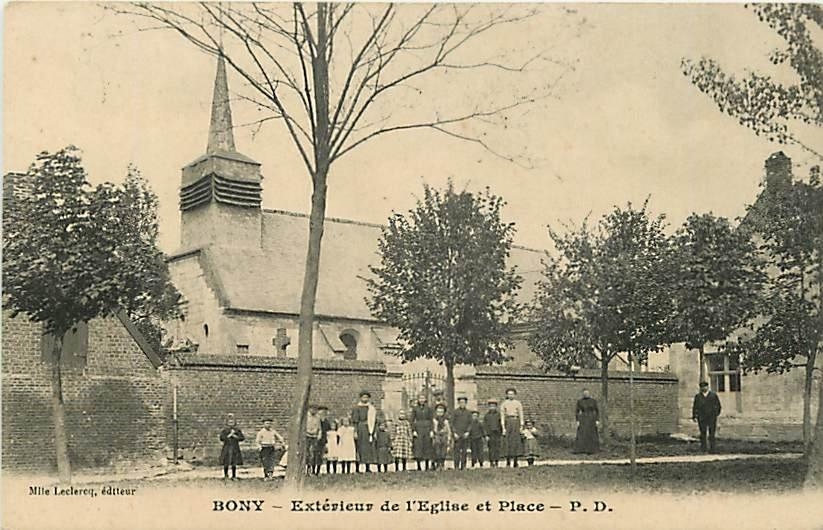
L'église avant sa destruction lors des combats d'octobre 1918.
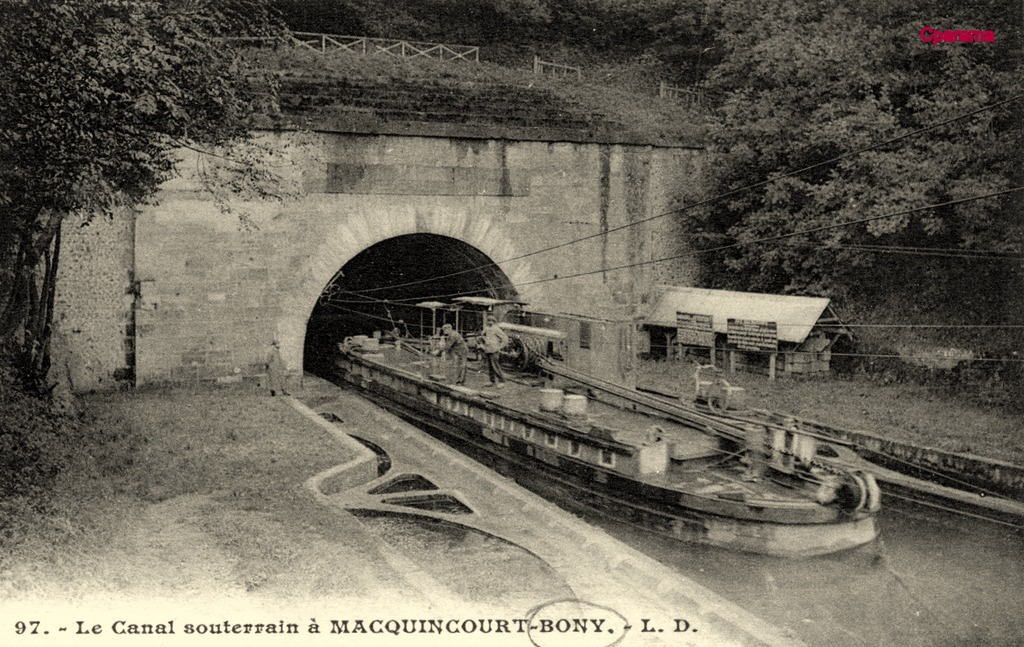
Péniche sortant du Tunnel de Riqueval.
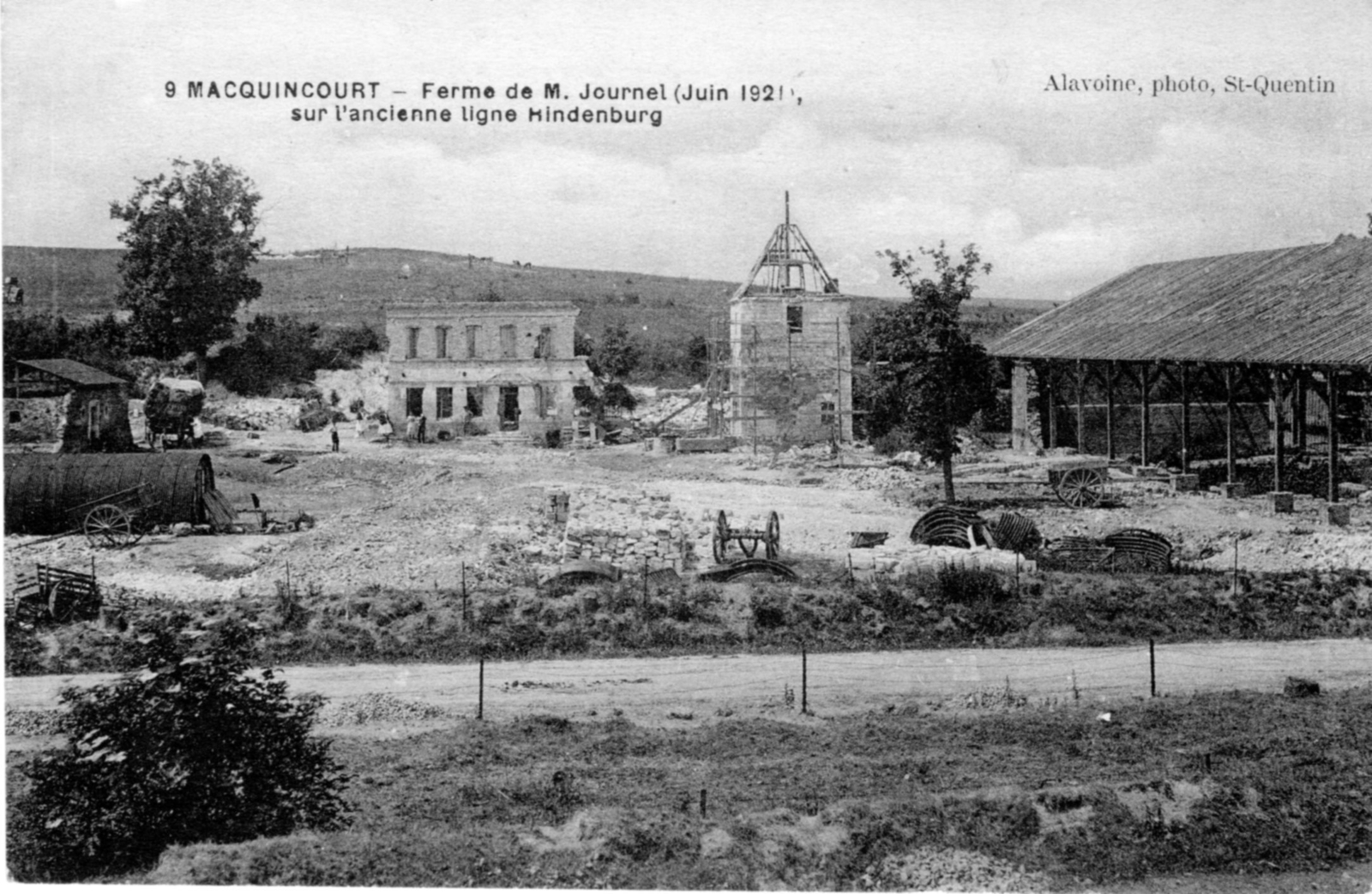
La ferme Journel détruite, en 1921
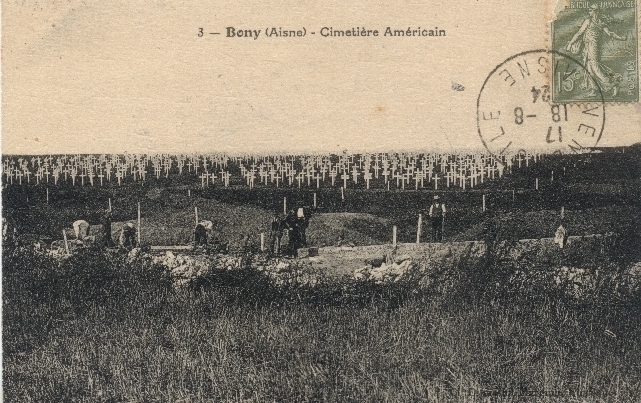
Le cimetière américain dans les années 1920

## Politique et administration

### Rattachements administratifs et électoraux

#### Rattachements administratifs
La commune se trouve dans l'arrondissement de Saint-Quentin du département de l'Aisne.
Elle faisait partie depuis 1793 du canton du Catelet. Dans le cadre du redécoupage cantonal de 2014 en France, cette circonscription administrative territoriale a disparu, et le canton n'est plus qu'une circonscription électorale.

#### Rattachements électoraux
Pour les élections départementales, la commune fait partie depuis 2014 du canton de Bohain-en-Vermandois.
Pour l'élection des députés, elle fait partie de la deuxième circonscription de l'Aisnedepuis le découpage électoral de 2010.

### Intercommunalité
Bony est membre de la communauté de communes du Pays du Vermandois, un établissement public de coopération intercommunale (EPCI) à fiscalité propre créé fin 1993 et auquel la commune a transféré un certain nombre de ses compétences, dans les conditions déterminées par le code général des collectivités territoriales.

### Liste des maires

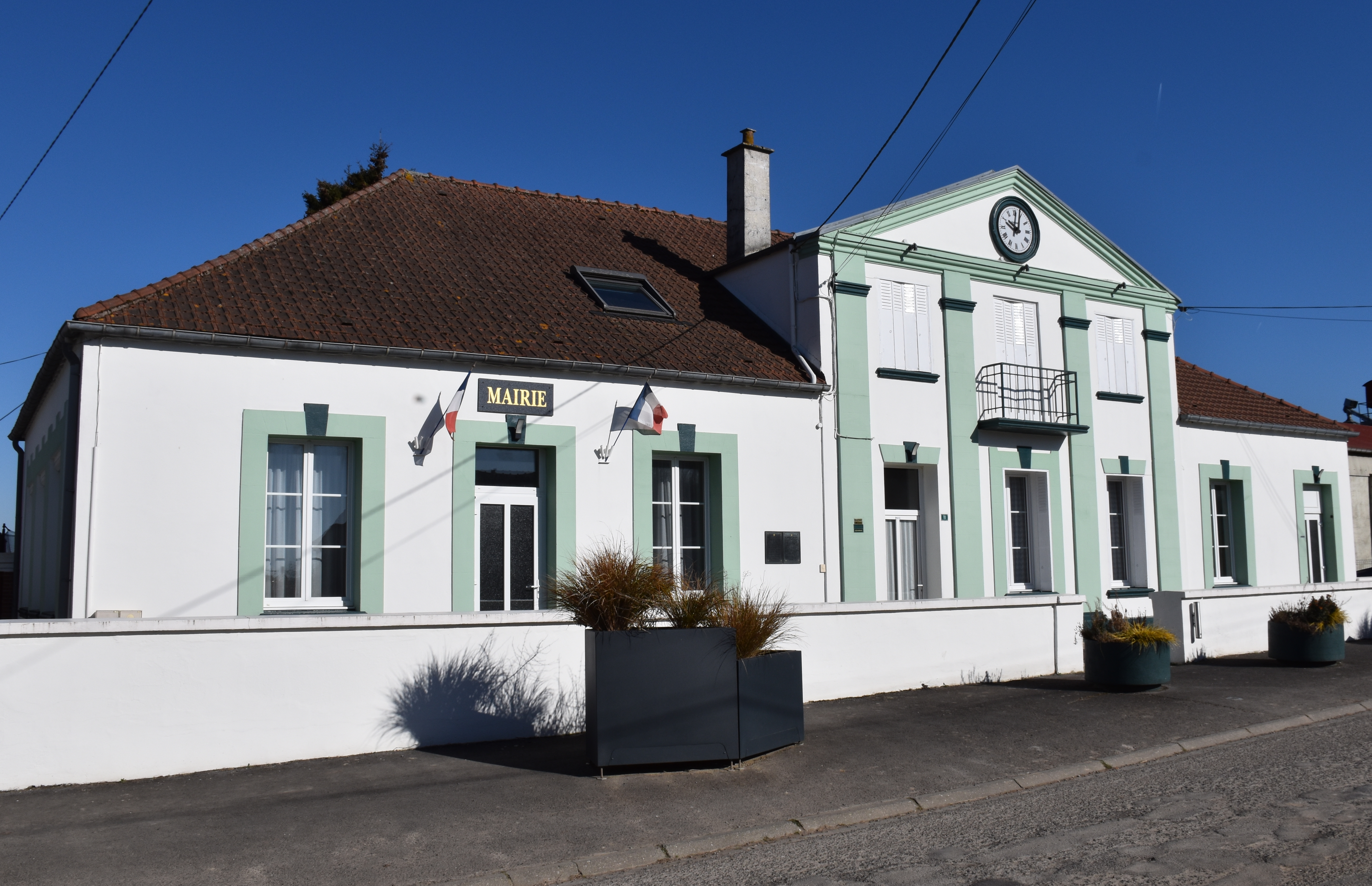
La mairie en 2025.

| Période                                  | Période                   | Identité                            | Étiquette | Qualité                                              |
| ---------------------------------------- | ------------------------- | ----------------------------------- | --------- | ---------------------------------------------------- |
| Les données manquantes sont à compléter. |                           |                                     |           |                                                      |
|                                          |                           |                                     |           |                                                      |
| 1793                                     | 1794                      | Charles Antoine Denizart            |           |                                                      |
| 1800                                     | 1823                      | Pierre François Journel             |           |                                                      |
| 1823                                     | 1845                      | Charles Auguste Journel             |           |                                                      |
| 1845                                     | 1858                      | Désiré Grain                        |           |                                                      |
|                                          | en 1866                   | François Pinchon                    |           |                                                      |
|                                          | en 1877                   | Alcide Philippe Joseph Désiré Grain |           |                                                      |
| 1879                                     |                           | Démosthéne Florian Junior Journel   |           |                                                      |
| 1891                                     | 1897                      | Henri Cocrelle                      |           |                                                      |
| 1900                                     | 1915                      | Pierre François Journel             |           |                                                      |
|                                          |                           |                                     |           |                                                      |
| mars 2001                                | En cours (au 6 juin 2023) | Philippe Gyselinck                  | DVD       | Agriculteur retraité Réélu pour le mandat 2020-2026, |

## Population et société

### Démographie
L'évolution du nombre d'habitants est connue à travers les recensements de la population effectués dans la commune depuis 1793. Pour les communes de moins de 10 000 habitants, une enquête de recensement portant sur toute la population est réalisée tous les cinq ans, les populations de référence des années intermédiaires étant quant à elles estimées par interpolation ou extrapolation. Pour la commune, le premier recensement exhaustif entrant dans le cadre du nouveau dispositif a été réalisé en 2004.

En 2022, la commune comptait 139 habitants, en évolution de +1,46 % par rapport à 2016 (Aisne : −1,97 %, France hors Mayotte : +2,11 %).
| 1793 | 1800 | 1806 | 1821 | 1831 | 1836 | 1841 | 1846 | 1851 |
| ---- | ---- | ---- | ---- | ---- | ---- | ---- | ---- | ---- |
| 202  | 165  | 175  | 212  | 253  | 299  | 309  | 368  | 412  |

| 1856 | 1861 | 1866 | 1872 | 1876 | 1881 | 1886 | 1891 | 1896 |
| ---- | ---- | ---- | ---- | ---- | ---- | ---- | ---- | ---- |
| 465  | 469  | 433  | 435  | 435  | 421  | 407  | 361  | 360  |

| 1901 | 1906 | 1911 | 1921 | 1926 | 1931 | 1936 | 1946 | 1954 |
| ---- | ---- | ---- | ---- | ---- | ---- | ---- | ---- | ---- |
| 344  | 333  | 300  | 208  | 163  | 150  | 167  | 130  | 176  |

| 1962 | 1968 | 1975 | 1982 | 1990 | 1999 | 2004 | 2006 | 2009 |
| ---- | ---- | ---- | ---- | ---- | ---- | ---- | ---- | ---- |
| 152  | 110  | 109  | 125  | 101  | 124  | 115  | 120  | 132  |

| 2014 | 2019 | 2022 | - | - | - | - | - | - |
| ---- | ---- | ---- | - | - | - | - | - | - |
| 134  | 138  | 139  | - | - | - | - | - | - |

## Culture locale et patrimoine

### Lieux et monuments
- Église de la Nativité-de-la-Sainte-Vierge.
- Chapelle Notre-Dame-des-Douleurs au hameau de Macquincourt.
- Somme American Cemetery ou Cimetière et mémorial américain de la Somme, le cimetière militaire américain de la Première Guerre mondiale et sa chapelle.
- Monument aux morts.
- Le canal de Saint-Quentin et le tunnel de Riqueval qui a sa sortie à Macquincourt.

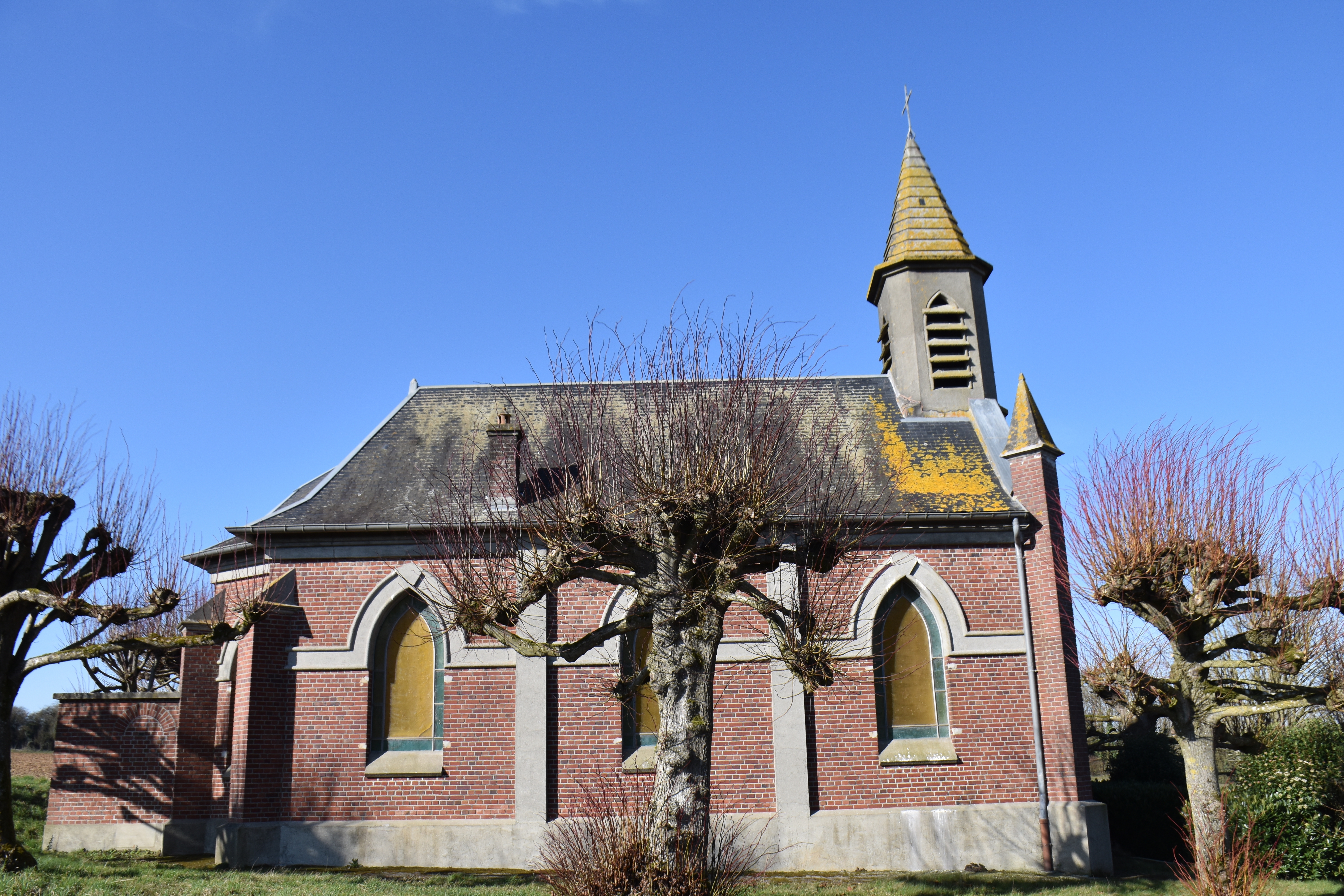
Chapelle Notre-Dame-des-Douleurs à Macquincourt.
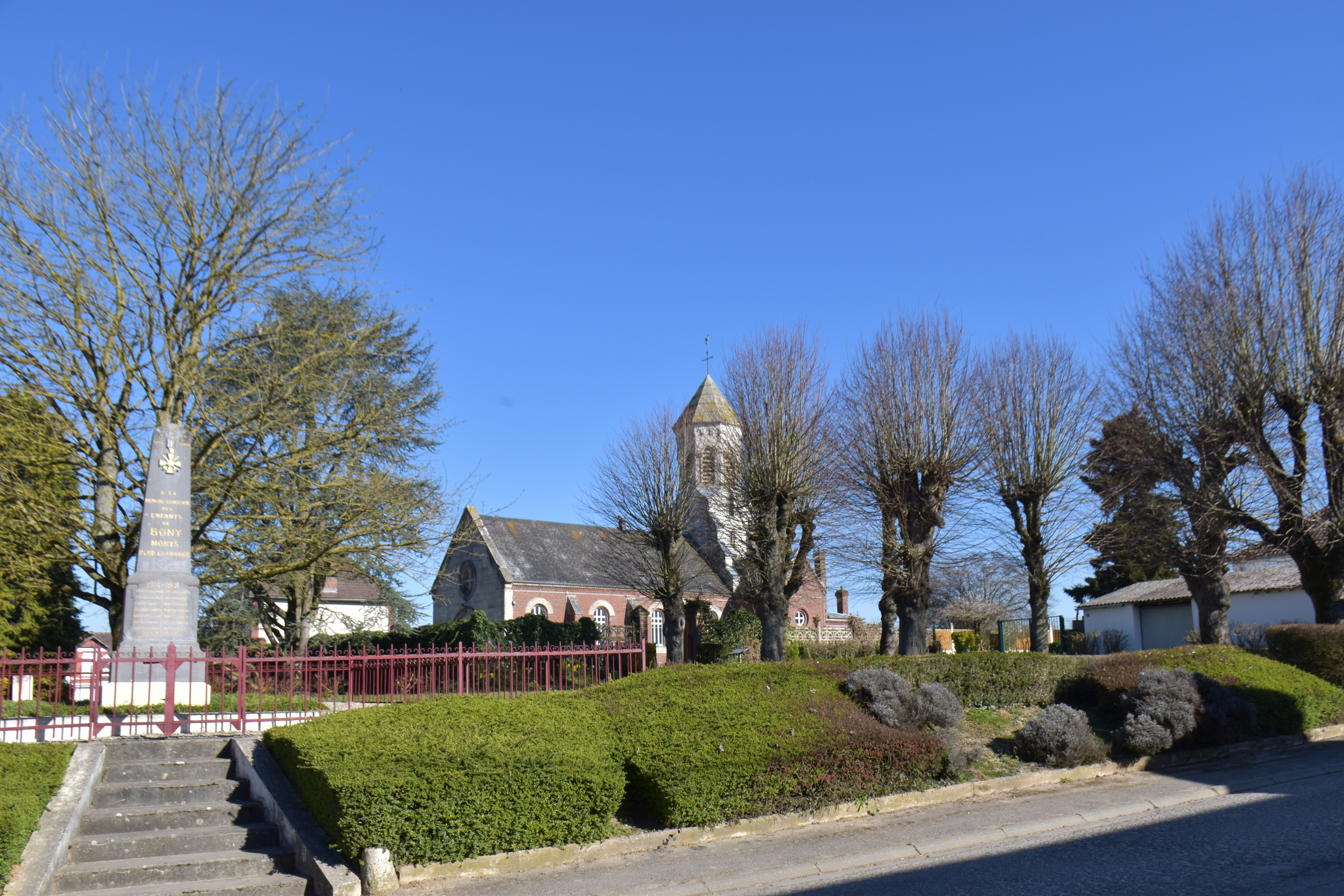
La place en hiver.
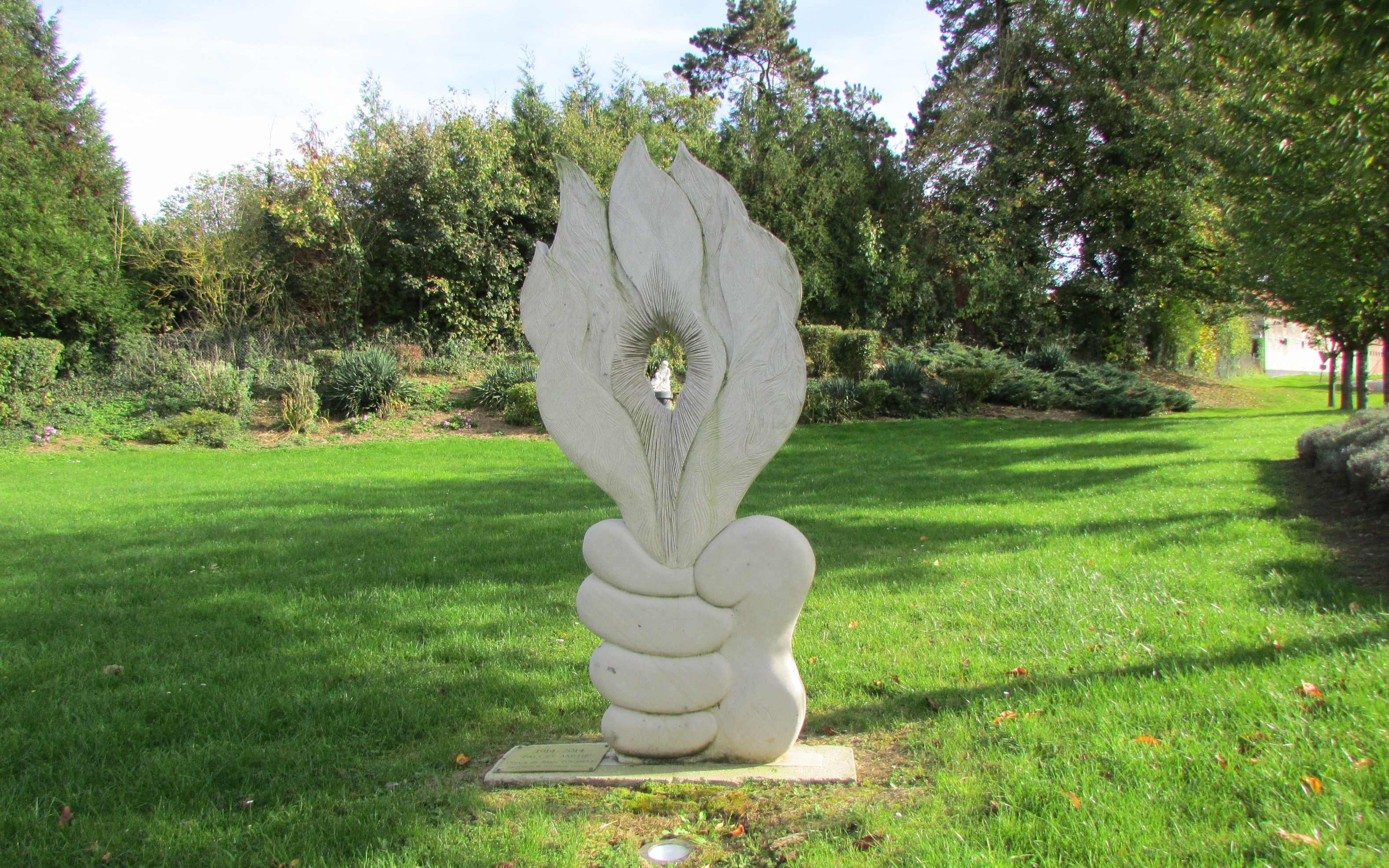
Monument du Centenaire 14/18 (œuvre de Régis Pochelu).
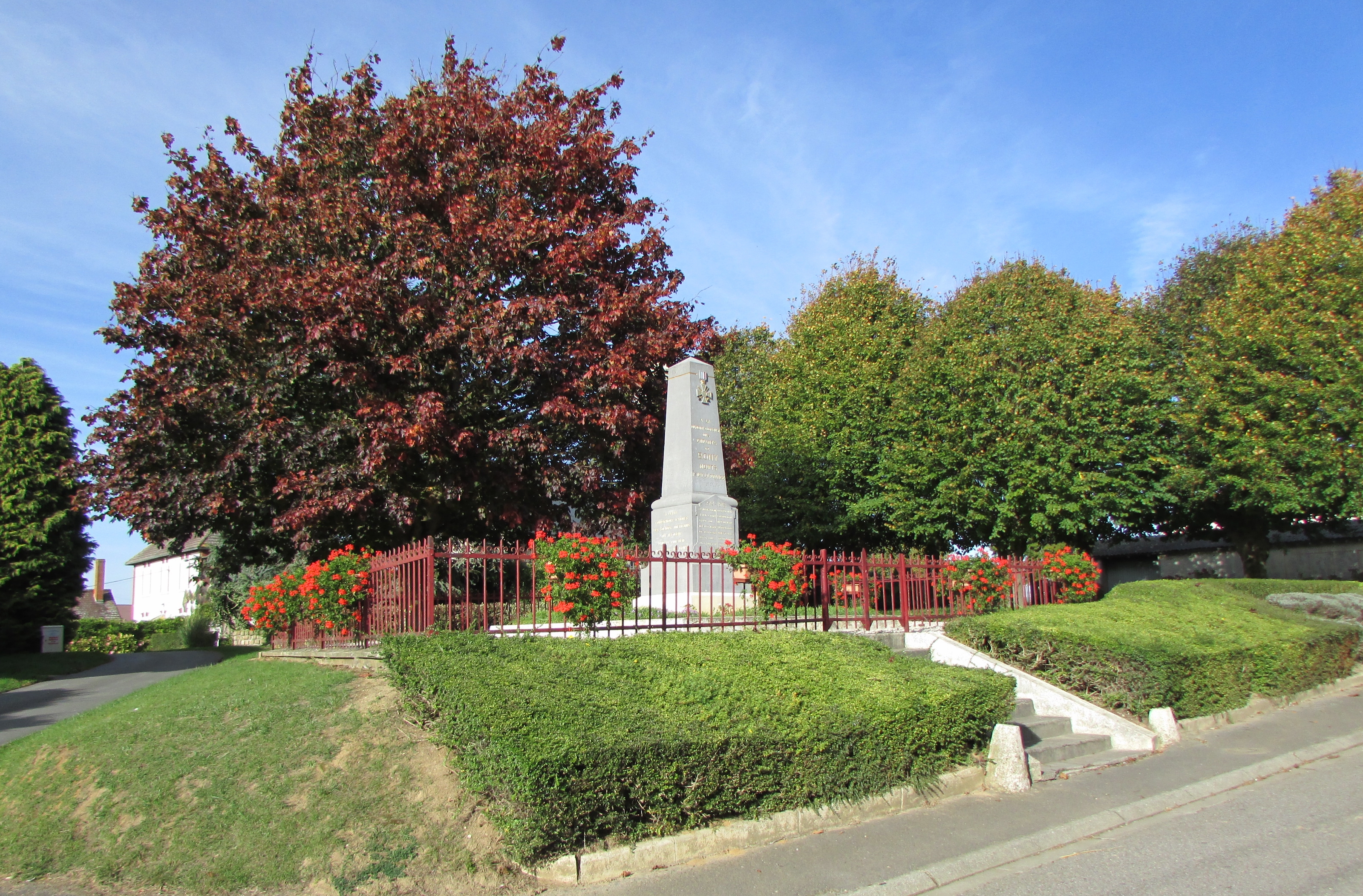
Le monument aux morts.
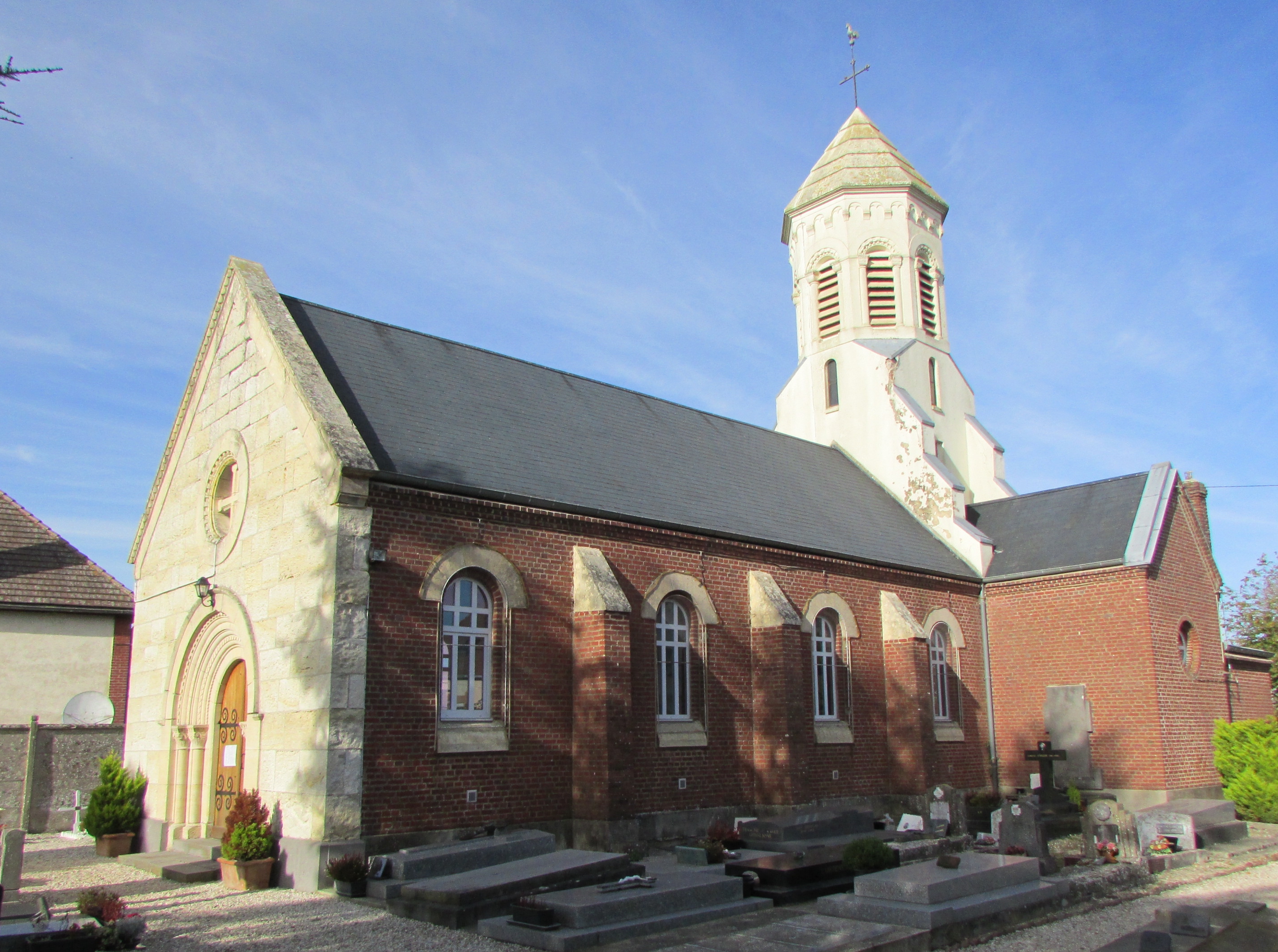
L'église Notre-Dame.
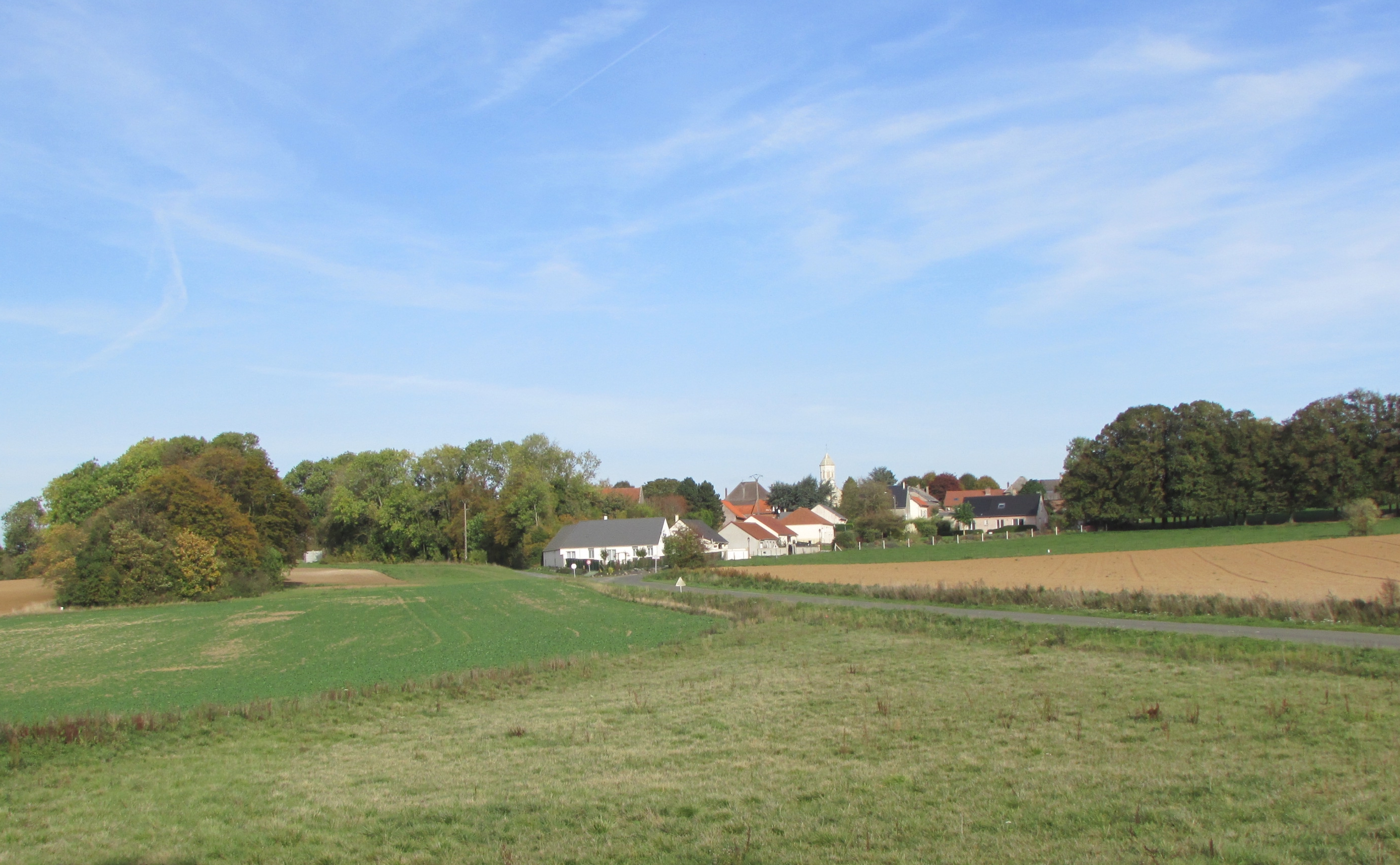
Vue générale de Bony.
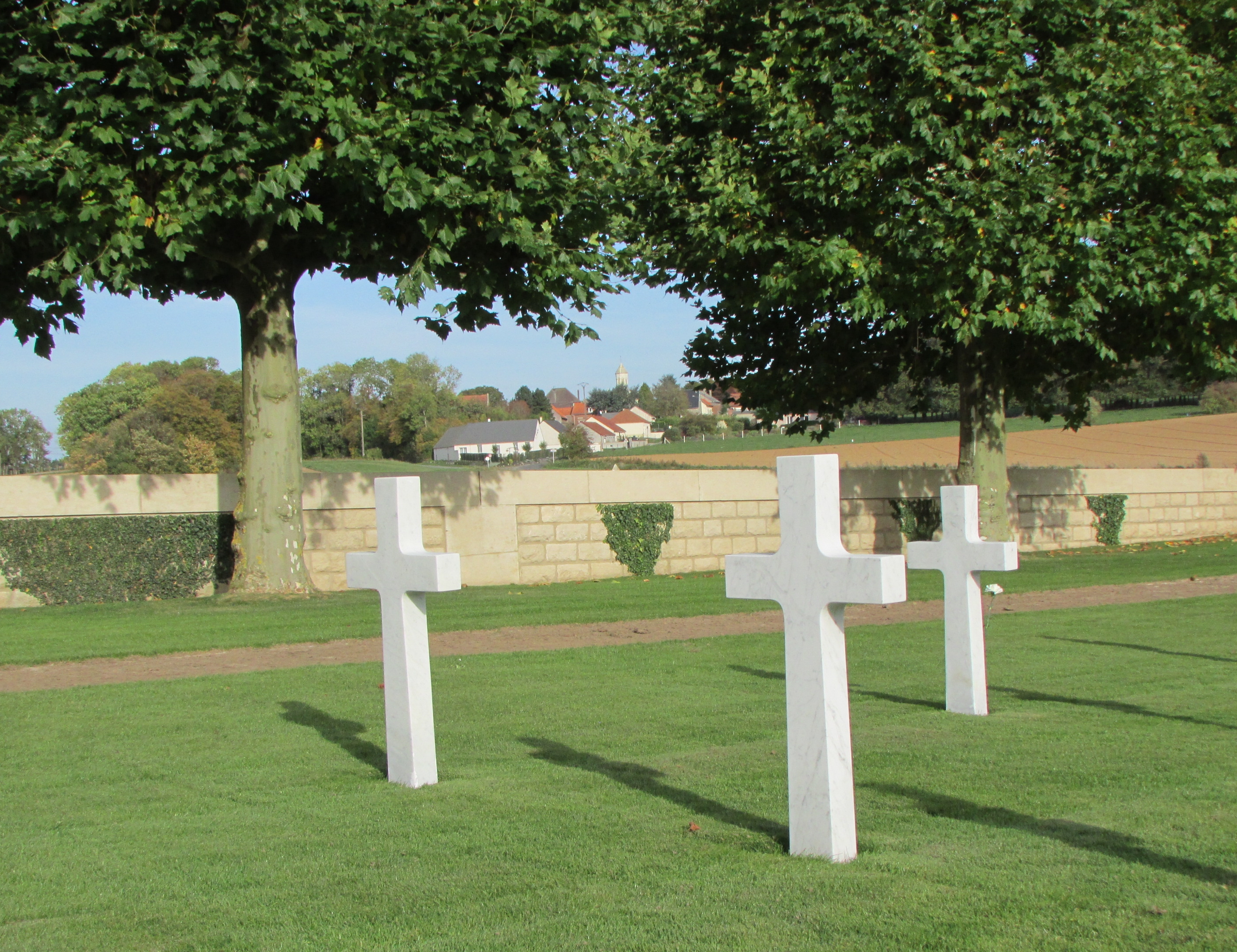
Vue du village depuis le cimetière américain.

## Héraldique
| Blason de Bony | Blason  | Tiercé en pairle renversé: au 1) de sinople à une gerbe de blé d'or, au 2) d'argent à une rose de jardin de gueules tigée et feuillée de sinople, au 3) d'azur à une entrée de tunnel d'or maçonnée de sable et ouverte du champ et à une ancre renversée d'argent dans l'ouverture. |
| Blason de Bony | Détails | Auteur J-F Binon. Adopté le 7 juin 2022. |

## Pour approfondir